# Job Definition Format
Job Definition Format (JDF) — формат, який базується на спеціалізованому різновиді (формі) мови XML (Extensible Markup Language). З JDF можна описати те, яким бажано бачити віддрукований продукт, так само, як і описати кожен технологічний етап, необхідний для втілення задуму. JDF — самокерований цифровий контейнер з завданням, який містить не тільки вміст роботи, але і команди для взаємодії з іншими jdf-сумісними пристроями. JDF файл автоматично передає завдання від одного технологічного процесу до іншого — від створення продукту до кінця його виготовлення — для підвищення рівня автоматизації, збільшення швидкодії, економічної ефективності і простоти у використанні.